# HafenCity Universität Hamburg
HafenCity Universität Hamburg – niemiecki uniwersytet o statusie uczelni publicznej, z siedzibą w HafenCity, jednej z dzielnic Hamburga, założony w 2006 roku.
Uniwersytet zatrudnia około 270 pracowników naukowych i kształci około 2500 studentów. Uczelnia łączy wszystkie aspekty budownictwa i rozwoju obszarów miejskich w zakresie urbanistyki, inżynierii lądowej i nauk przyrodniczych, a także nauk humanistycznych i społecznych.